# Abdel Aziz Mahmoud
Abdel Aziz Mahmoud (født 11. juni 1983 i Abu Dhabi) er en dansk journalist, radio- og tv-vært med palæstinensisk baggrund. Han har tidligere været ansat på DR som tv-vært og reporter. Siden hen blev han i 2019 vært på TV 2s Go' aften live. Han er også kendt som debattør, især i forhold til integrationsdebatten, og udgav i 2016 bogen, Hvor taler du flot dansk! om sin dansk-palæstinensiske families og sine egne oplevelser med at opbygge en tilværelse i Danmark og om sit syn på den danske indvandrerdebat.

## Baggrund
Aziz Mahmoud blev født den 11. juni 1983 i Abu Dhabi som ældste søn af Hamad Mahmoud og Souad Fahed Taha. Forældrene voksede op i Libanon som børn af statsløse palæstinensere, men de flygtede i 1982 til Abu Dhabi efter at være blevet truet på livet af de syriske tropper i Libanon. I 1984 flygtede familien til Danmark efter at have været i problemer med efterretningstjenesten i Abu Dhabi. Efter midlertidige ophold boede familien under Aziz Mahmouds opvækst successivt i Greve Strand, Middelfart og Ølstykke. Aziz Mahmoud har tre yngre søskende, som alle er født i Danmark; Murad 'Muri' (f. 1985) (sanger i bandet Muri & Mario), skuespiller Yasmin Mahmoud (f. 1994) og Nadim.
Aziz Mahmoud blev student fra Stenløse Gymnasium & HF i 2002 og journalist fra Danmarks Journalisthøjskole i 2007.

## Karriere
I 2005 instruerede Aziz Mahmoud kortfilmen Vejenes dronning sammen med Anne Marie Korup.
Aziz Mahmoud har medvirket i filmen Kald mig bare Aksel, arbejdet som journalist på TV-Avisen og P3 og været vært på ungdomsprogrammet Smæk for Skillingen, på DR Update og på en sæson af TV 2-programmet Basta. Derefter blev han vært på DR's Aftenshowet.
Under Eurovision Song Contest 2014 i København optrådte han sammen med Ulla Essendrop som vært i pressecenteret. Senere samme år blev han udviklingsredaktør hos Nordisk Film TV.

### Hvor taler du flot dansk!
Under indtryk af den danske flygtninge- og indvandrerdebat begyndte Aziz Mahmoud i 2015 at deltage i den offentlige debat via de sociale medier og skrev i sommeren 2015 sit første debatindlæg "Jeg har ikke lyst til at skrive det her" om livet som "ikke-særlig muslim" i Danmark. Derefter deltog han i en række paneldebatter om emnet og udgav i april 2016 bogen Hvor taler du flot dansk!, hvor han beskrev sin egen families erfaringer med at finde sig til rette i Danmark i det, han ironisk kalder "klaphattekapløbet". Bogen var dermed en kombineret selvbiografi og debatindlæg. I et interview i dagbladet BT i anledning af bogudgivelsen nævnte han, at opskriften på succesfuld integration bestod af "kollegaskab, naboskab og venskab". I Information mente anmelderen, at bogen også var en "kærligt ironisk genfortælling af de mange snubletråde, som danskere spænder op for anderledes udseende".
Bogen toppede Bog & Idés bestsellerliste over biografier.
Aziz Mahmoud holder foredrag med udgangspunkt i bogen.

### Tilbage på DR
Samme år som sin første bogudgivelse kom Aziz Mahmoud tilbage til DR hvor han indtog værtsrollen i et nyoprettet ugentligt live DR P1 halvtimesprogram Shitstorm som undersøgte aktuelle shitstorme på sociale medier.
Programmet havde premiere den 12. maj 2016.
I samme periode stod Aziz Mahmoud for en række portrætprogrammer med politisk fokus. Programmerne blev sendt på DR2. I Skippers store dag fulgte Abdel Aziz Mahmoud Pernille Skipper på dagen for hendes udnævnelse til Enhedslistens partileder. De senere udsendelser fik undertitlen Adgang med Abdel.
I et af programmerne, Pia K's folketing - Adgang med Abdel, fulgte Aziz Mahmoud Pia Kjærsgaard på Folketingets sidste dag før sommerferien.
Et andet program, Daniel Carlsen for danskerne - Adgang med Abdel indeholdt en diskussion mellem Abdel Aziz Mahmoud og Daniel Carlsen, partilederen af Danskernes Parti.
Aziz Mahmoud tweetede at det var "Det absolut sværeste program, jeg har lavet i 10 år".
Andre personer der har været genstand for et program i serien er for eksempel Søren Pind, Sara Omar, Svend Brinkmann og Ole Birk Olesen.
Emner berørt har eksempelvis været medicinsk canabis, bandekrig og overvågning i forbindelse med demens.
To DR-serier havde fokus på Aziz Mahmouds personlige aspekter:
Familien fra Lærkevej og Helvedes homo - en muslim springer ud.

### Folketingsvalget 2019
Under folketingsvalget i 2019 opstod der kontrovers omkring Aziz Mahmoud, da det kom frem, at han havde erhvervet domænet stram-kurs.dk kort før valgets udskrivelse. Dette domænenavn lignede tæt på hjemmesiden for det politiske parti Stram Kurs (stramkurs.dk/), ledet af Rasmus Paludan. Paludan kritiserede Mahmoud for dette køb og anklagede det for at udgøre ulovlig påvirkning af valget., , , .
Kontroversen rejste spørgsmål omkring rettigheder og ansvar i forbindelse med digitale ejendele og domænenavne, samt om grænserne for politisk aktivisme på nettet.

## Privat
Aziz Mahmoud blev gift med Andreas Gylling Æbelø den 8. september 2018 under en ceremoni på den svenske ø Hven. Parret har sammen med en veninde, Anne Gregersen, en datter, Ava (f. 2022) i en regnbuefamilie-konstellation.